# Roman Kozel
Roman Kozel (tiếng Belarus: Раман Козел; tiếng Nga: Роман Козел; sinh 7 tháng 2 năm 1997) là một cầu thủ bóng đá Belarus. Tính đến năm 2017, anh thi đấu cho Krumkachy Minsk.